# Кислото-чувствительные ионные каналы
Кислото-чувствительные ионные каналы (КЧИК) (англ. Acid-Sensing Ion Channels) — нейронные потенциал-независимые катионные каналы, активируемые внеклеточными протонами. Белки КЧИК являются подсемейством суперсемейства ЭНК ионных каналов. На сегодня распознано пять белков семейства КЧИК, которые кодируются генами ASIC1, ASIC2, ASIC3 и ASIC4. КЧИК1a, 1 и 2a, 2b являются сплайс-вариантами.
КЧИК трёхмерны и могут образовывать различные комбинации субъединиц. КЧИК2b сам по себе нефункционален, но модулирует активность канала при участии в образовании гетеромультимеров. Функции КЧИК4 на текущий момент неизвестны. Деятельность всех КЧИК происходит в периферической нервной системе, в то время как деятельность КЧИК1a, 2а, 2б и 4 отражается и на работе центральной нервной системы. КЧИК являются Na+ проницаемыми, в то же время КЧИК1a слабопроницаем для Ca++.
Кристаллическая структура куриного КЧИК1a была исследована в 2007 году.

## Физиология
КЧИК являются возможными целями для широкого спектра препаратов, влияющих одновременно как на ЦНС, так и на ПНС. Особый интерес в плане влияния на боль представляет подтип рецептора КЧИК3, который ярко выражен в ноцицепторах. Этот подтип во время активации протонами даёт двухфазный ток, где за начальным внутренним током Na+ вскоре следует устойчивый катионный ток.